# Magic Johnson's Fast Break
Magic Johnson's Fast Break is een computerspel dat werd ontwikkeld door Sculptured Software en uitgegeven door Mastertronic. Het spel kwam in 1989 uit voor de Commodore Amiga en DOS. Later volgde releases andere homecomputers. Met het spel kan de speler basketbal spelen. Het team van de speler begint met een bepaalt salaris en het doel is om allemaal meer te gaan verdienen. Dit kan door wedstrijden te winnen. De speler bestuurt een speler tegelijkertijd en kan van speler wisselen.

## Platforms
| Jaar | Platform                                    |
| ---- | ------------------------------------------- |
| 1989 | Amiga, DOS                                  |
| 1990 | Amstrad CPC, Commodore 64, NES, ZX Spectrum |

## Ontvangst
| Beoordeeld door                | Platform | Datum | Score |
| ------------------------------ | -------- | ----- | ----- |
| ASM (Aktueller Software Markt) | Amiga    | 1990  | 73%   |
| VideoGame                      | NES      | 1992  | 70%   |
| Power Play                     | DOS      | 1990  | 58%   |